# Xã Malta, Quận Morgan, Ohio
Xã Malta (tiếng Anh: Malta Township) là một xã thuộc quận Morgan, tiểu bang Ohio, Hoa Kỳ. Năm 2010, dân số của xã này là 1.864 người.